# Храм Христа (Великий Новгород)
Храм Христа — дом молитвы евангельских христиан-баптистов в Великом Новгороде. Первый храм в городе, построенный после октябрьской революции 1917 года. Архитектор В. К. Белов. Закладка символического камня состоялась в 1994 году 10 сентября. Освящение «краеугольного» камня совершали епископы: северо-западных областей — С. И. Николаев и евангельских и баптистских церквей Новгородской области — А. И. Корабель. В церемонии закладки камня также принимали участие главный архитектор города Безлаковский И. Я., пастор из Финляндии Кай Холти, настоятель церкви Бориса и Глеба о. Олег и др.
23 декабря 1999 года государственной комиссией был подписан акт приёмки здания храма в эксплуатацию. Храм Христа был освящён 7—9 июля 2000 года. Храм имеет прямоугольную (в то же время крестовидную) форму со многими символами в архитектуре. Длина здания составляет 55 метров, ширина — 34, а высота до креста — 22. На первом этаже находится вместительное фойе, а на втором богослужебный зал с балконом и алтарной частью, обращённой на восток.
Грандиозность строения храма неоднократно отмечалась в светских источниках:
«Храм на улице Кочетова в Великом Новгороде известен сегодня всем: величественный, вместительный, он вырос на окраине города как бы и незаметно для горожан…. А облик улицы уже невозможно без него представить».
«Апофеозом же баптизма на новгородской земле, стало, конечно, появление в 2000 году Храма Христа, что в областном центре на улице Кочетова. … Сооружение это за счет своих размеров впечатляет даже внешне».
«… в спальном районе Новгорода многоэтажный храм на тысячу посетителей…».
Здание принадлежит «Местной религиозной организации Христианская Евангельская Церковь Великого Новгорода», отправной исторической точкой возникновения которой, согласно архивным данным Латышского Союза Баптистов, является 1863 год. В это время переселенцы-баптисты появились в деревне Любине-Дерева, Крестецкого района. Об этом периоде истории, на юбилейном Богослужении в «Храме Христа» в Великом Новгороде, поведал в своем докладе президент латышского Союза Евангельских христиан-баптистов доктор Янис Шмидт: «Это было трудное, но одновременно славное время, когда на Великой Руси отменили крепостное право. На землю Новгородскую прибыл латыш Кришьян Валдемар и купил здесь землю для переселенцев-земляков. На его призыв переселиться в Новгородскую землю отозвалось более 600 семей. Среди них было очень много верующих»
Профессор Борис Федорович Инфантьев пишет, что латыши переселились из «Дундагской волости в валдемаровское новгородское имение „Юлианово“». Далее, ссылаясь на статью редактора «Московских ведомостей» Каткова М. Н. (№ 236 от 28 октября 1865 г.), Инфантьев «приводит свидетельство новгородского лютеранского пастора Рейтлингера, а также предводителя дворянства Крестецкого уезда о том, как довольны переселившиеся крестьяне и качеством земли и инициативой Валдемара». В этой же статье профессор Инфантьев указывает, что «на приглашение Валдемара откликнулось тысяча латышей». Там же в 1869 году сформировалась и открылась первая официальная церковь баптистов, а позднее и в Новгороде, где параллельно им христиане евангельской веры, последователи отставного гвардии полковника Пашкова, появились около 1884 года.
После многих лет репрессий верующих в советский период, власти зарегистрировали церковь в Новгороде в 1976 году. В 1960-х годах верующие ездили на богослужения в село Бронница, что находится в 26 км от областного центра. Это продолжалось вплоть до 1970 года, когда им разрешили собираться в самом городе, в доме № 29а по улице Большевиков. В 1981 году общиной был приобретён «Дом Молитвы» на улице Новосёлов № 4 (п. Деревяницы), где и совершались богослужения до постройки Храма Христа.